# Gmina Suchań
Die Gmina Suchań (deutsch Gemeinde Zachan) ist eine Stadt-und-Land-Gemeinde in der Woiwodschaft Westpommern in Polen. Sie gehört zum Powiat Stargardzki (Stargarder Kreis). Der Verwaltungssitz befindet sich in der Stadt Suchań (Zachan).
Das Gemeindegebiet erstreckt sich nördlich der Ina (Ihna) zwischen Stargard (Stargard i. Pom.) und Recz (Reetz) und grenzt im Norden an die Gmina Dobrzany (Jacobshagen).

## Gemeindegliederung
Zur Gmina Suchań gehören
- eine Stadt:
  - Suchań

- zehn Ortsteile (Schulzenämter):[2]
  - Brudzewice (Brüsewitz)
  - Modrzewo (Moderow)
  - Nosowo (Güntersberg)
  - Sadłowo (Zadelow)
  - Słodkówko (Klein Schlatikow)
  - Słodkowo (Groß Schlatikow)
  - Suchanówko (Schwanenbeck)
  - Tarnowo (Tornow)
  - Wapnica (Ravenstein)
  - Żukowo (Sukow a.d. Ihna)

- weitere Ortschaften:
  - Ininy (Ihnau)
  - Podłęcze (Lenzhof)
  - Suchanki (Kolonie Zachan)
  - Zastawie (Alt Teich)

## Verkehr

### Straßen
Suchań liegt an der bedeutenden polnischen Landesstraße 10, die von Lubieszyn (Neu Linken) an der deutschen Grenze und Stettin bis nach Piła (Schneidemühl) und weiter nach Płońsk (Plöhnen) führt. Es ist die Trasse der ehemaligen deutschen Reichsstraße 104, die ihren Ausgang in Lübeck nahm und in Schneidemühl endete.
In Suchań zweigt die Woiwodschaftsstraße 160 in südliche Richtung ab und verläuft über Choszczno (Arnswalde) und Dobiegniew (Woldenberg) bis nach Miedzichowo (Kupferhammer) an der Landesstraße 2.
Durch das Gemeindegebiet verläuft in Nord-Süd-Richtung die touristisch bedeutende Slak Cystersów (Zisterzienserstraße).

### Schienen
Während die Stadt Suchań keinen eigenen Bahnhof besitzt, ist die Gmina Suchań über die Station Tarnowo Pomorskie an die Bahnstrecke Piła–Ulikowo (Wulkow–Schneidemühl) angeschlossen, die das Gemeindegebiet im Norden durchzieht.